# Fragment Society
La Fragment Society (Società dei pezzi) è un'associazione benefica femminile, fondata nel 1812 a Boston e registrata come persona giuridica nel 1816. Le socie della Fragment Society cuciono e comprano abiti da donare ai bisognosi. Si tratta di uno dei più antichi sewing circles (circoli di cucito) operanti ininterrottamente negli Stati Uniti. Esse scelsero il nome della loro associazione dall'episodio, riportato nei Vangeli, in cui Gesù nutre una moltitudine con pochi pani e pesci. Gesù ricorda ai suoi discepoli di non buttare via nulla di quanto avanzato, dicendo loro: "Raccogliete i pezzi (in inglese fragments) avanzati, ché nulla se ne perda”. La società celebrò il suo bicentenario nell'ottobre del 2012.